# Rudi von der Dovenmühle
Rudi von der Dovenmühle (* 19. September 1920 in Köln; † 18. März 2000 ebenda) war ein Schlagerkomponist in den 1960er und 1970er Jahren. Bei vielen seiner Arbeiten verwendete er das Pseudonym Rudi Lindt.

## Werdegang
Als kleiner Junge brachte er sich selbst Klavierspielen bei. Im Zweiten Weltkrieg kam er als Funker nach Dänemark, wo er die meiste Zeit des Krieges verbrachte. Nach Kriegsende ging von der Dovenmühle nach Berlin, wo er sich zunächst als Klavierspieler in Clubs durchschlug, viele amerikanischer Soldaten kennenlernte und durch sie immer mehr mit Jazz in Berührung kam. Im Jahr 1951 gründete er zusammen mit seiner Frau Margot Böhm in Berlin den Musikverlag Minerva Music und lernte den damals schon erfolgreichen Komponisten Edmund Kötscher kennen, mit dem er eine Zusammenarbeit begann.

### Erster Hit

Will Glahé – Liechtensteiner Polka

Erkennbar erstes Ergebnis dieser Arbeit war die Aufnahme vom 13. Juni 1956, als für Fred Bertelmann Die Perlentaucher von Santa Margerita entstand (mit Kötscher und Nobach; A-Seite: Rot ist Dein Mund). Hier traf Rudi von der Dovenmühle erstmals auf Nils Nobach, mit dem ihn eine enge Freundschaft verbinden sollte. Im November 1957 entstand der Stimmungsschlager Liechtensteiner Polka, intoniert von Will Glahé & His Orchestra. Glahé stammte eigentlich aus Deutschland und hatte an der Musikhochschule Köln studiert – der große Erfolg kam für ihn jedoch in den USA. Seit 1939 galt er dort als „Polka-König“, so dass es nahe lag, ihm diese Komposition zu überlassen. Nach Veröffentlichung gelangte die B-Seite (A-Seite war Swiss Kanton Polka) bis auf Rang 16 der US-Pop-Hitparade. Wie bei den meisten nachfolgenden Kompositionen verbarg sich von der Dovenmühle hinter dem Pseudonym Rudi Lindt. 1958 entstand für Die Heimatsänger als B-Seite von Die rote Rose der Titel Du schenkst mir Gold und Silber (mit Kötscher), den vorangegangenen Tophit Köhlerliesel konnten sie hiermit nicht mehr duplizieren. Der Minerva-Musikverlag und die Eheleute zogen Ende der 1950er Jahre nach Köln um.

### 1960er Jahre

Gitte – Ich will ’nen Cowboy als Mann

Siw Malmkvist – Frech geküsst ist halb gewonnen

Erst am 10. April 1961 tauchte er bei der Aufnahme von Vreneli als Mitkomponist für Cliff Richard auf, die als B-Seite von Schön wie ein Traum ausgewählt wurde. Sein Durchbruch als Komponist kam erst im Jahr 1963, als er zusammen mit seinem Freund Nils Nobach für Gitte Hænning deren größten Hit Ich will ’nen Cowboy als Mann verfasste. Die Platte erreichte den ersten Rang der deutschen Hitparade und entwickelte sich zum einzigen Millionenseller des Autors. Für Nora Nova verfasste er 1964 Man gewöhnt sich so schnell an das Schöne, Letztplatzierter beim Eurovision Song Contest 1964. Erst im Juli 1965 kam seine Komposition Blondes Haar am Paletot für Dorthe Kollo heraus (Rang 24), im selben Monat gefolgt von Sprich nicht drüber für Wencke Myhre (Rang 5). Weitere Versionen des Songs mit Helga Brauer oder Die Kolibris konnten sich nicht platzieren. Das Tagebuch der Liebe mit Siw Malmkvist (B-Seite von Das fünfte Rad am Wagen) erschien ebenfalls noch im Juli 1965. Zusammen mit Friedel Berlipp entstand für Esther & Abi Ofarim 1965 noch Schönes Mädchen, während Siw Malmkvist im Dezember 1966 Frech geküsst ist halb gewonnen übernahm (Rang 7).
Erst ab 1966 war eine größere Produktivität zu beobachten. Für Wencke Myhre schrieb er Weißes Tuch im blauen Jacket (April 1966), als B-Seite griff Pat Simon im August 1966 auf Der Spatz in der Hand ist mir lieber (A-Seite: Komplimente) zurück, Petula Clark sang Es kann kein Wunder größer sein (1967), Petty Pay brachte Heut‘ seh‘ ich ihn heraus (Juli 1967), Pat Simon Deine Liebe kommt von Herzen (1967) und Unser Glück begann im Taxi (Januar 1968). Vera Palm übernahm Am Abend (Original: Corriamo; 1967), Es gab ’ne Party und Capito (1967). Im Jahr 1968 verfasste er mindestens vier Titel. Daisy Door sang Mein Herz hat geschlossen (Februar 1968), die Vera Palm Singers übernahmen Liebe und Treue, Thomas Fritsch sang 21 wird die Susann (Februar 1968), Petula Clark griff als B-Seite auf Laß’ keinen Tag vergeh’n zurück (A-Seite: The Show is Over von Clark komponiert; April 1968). Für Peter Kraus entstand 1969 Wenn ein Mädchen weint, braucht es einen Freund.
Rudi von der Dovenmühle produzierte 1970 Piccola Eva (Weine nicht, kleine Eva) für die Communicatives in Italien. Es folgten einige Coverversionen der Liechtensteiner Polka, nämlich mit Tina York, die hiermit im April 1974 ihren überhaupt ersten Hit platzieren konnte (Rang 44), Tony Marshall folgte 1977, die Kirmesmusikanten 1980. The Pogues übernahmen im Juli 1988 Fiesta in deutsch (Kötscher, Original: Shane MacGowan/Jem Finer).

## Rückzug
Rudi von der Dovenmühle, der nie die hohe Produktivität von Schlagerkomponisten wie Fred Jay, Kurt Feltz, Nils Nobach oder Heinz Gietz entwickelt hatte, zog sich früh aus dem Schlagergeschäft zurück. 1975 gründete er die unbedeutend gebliebenen Label Popcorn, Melodia und Oase, danach verminderte er seine Aktivitäten. Ehefrau Margot verstarb 1997, drei Jahre später folgte ihr Rudi von der Dovenmühle. Der Musikverlag Minerva wird nunmehr von Tochter Silke Volgmann geführt.